# Primer Lord del Mar
El Primer Lord del Mar (anglès: First Sea Lord) és el cap professional de la Royal Navy i de tot el Servei Naval. A més, té el títol de Cap de l'Estat Major Naval, i és conegut per les abreviacions 1SL/CNS. El Primer Lord del Mar vigent és l'Almirall Sir George Zambellas.

## Història
Entre 1795 i 1827, el cap de la Royal Navy era conegut com l'«Almirall de la Flota». Posteriorment, aquest ofici esdevindria un rang.
- Richard Howe, 1r Comte Howe 1795-1799
- Sir Peter Parker 1799-1811
- Príncep Guillem, Duc de Clarence 1811-1827

Abans de 1809 els oficials navals ocasionalment servien com a Primer Lord de l'Almirallat, o com a President del Gabinet de l'Almirallat. No obstant això, entre 1809 i 1828 el càrrec va recaure invariablement en un polític civil.
El títol de Primer Lord del Mar va ser atorgat al Lord Naval superior del Gabinet de l'Almirallat el 1828. el Primer Lord del Mar era un membre del Comitè dels Caps d'Estats Major, que rotava amb els representants dels altres serveis (el Cap de l'Estat Major General Imperial i el Cap de l'Estat Major de l'Aire, que serviria com a President del Comitè i com a Cap funcional de totes les Forces Armades Britàniques (a partir de 1956 el càrrec és conegut com a Cap de l'Estat Major de la Defensa).
El títol es mantingué quan s'abolí el Gabinet de l'Almirallat el 1964 i les seves funcions van ser integrades al Ministeri de Defensa.

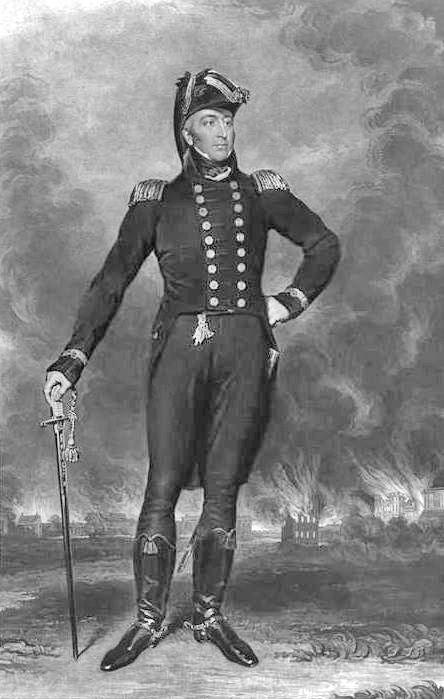
George Cockburn 1841 - 1846

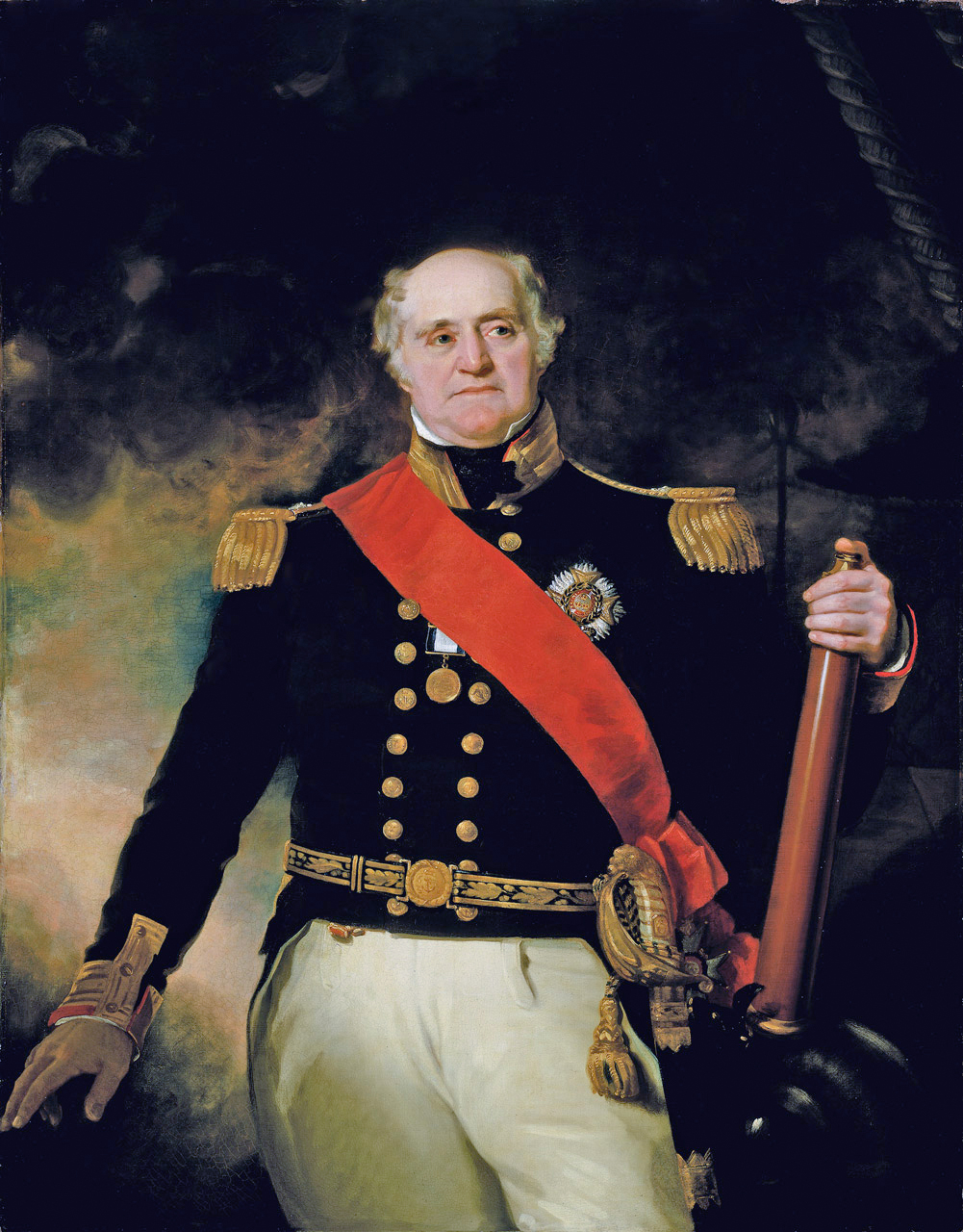
Sir Thomas Hardy 1830 - 1834

## Primers Lords del Mar, 1828-1904
- Sir George Cockburn, 10è Baronet 1828–1830
- Sir Thomas Hardy, 1r Baronet 1830–1834
- George Heneage DundasL'Honorable George Heneage Dundas 1834
- Charles Adam 1834
- Sir George Cockburn 1834–1835
- Sir Charles Adam 1835–1841
- Sir George Cockburn 1841–1846
- Sir William Parker, Bt 1846
- Sir Charles Adam 1846–1847
- James Whitley Deans Dundas 1847–1852
- L'Honorable Maurice Fitzhardinge Berkeley, 1r Baró Fitzhardinge 1852
- Hyde Parker 1852–1854
- L'Honorable Maurice Fitzhardinge Berkeley 1854–1857
- L'Honorable Sir Richard Saunders Dundas 1857–1858
- Sir William Fanshawe Martin, 4t Baronet 1858–1859
- L'Honorable Sir Richard Saunders Dundas 1859–1861
- L'Honorable Sir Frederick Grey 1861–1866
- Sir Alexander Milne, 1r Baronet 1866–1868
- Sir Sydney Dacres 1868–1872
- Sir Alexander Milne, 1r Baronet 1872–1876
- Sir Hastings Yelverton 1876–1877
- George Wellesley 1877–1879
- Sir Astley Cooper Key 1879–1885
- Sir Arthur Acland Hood, 1r Baró Hood d'Avalon 1885–1886
- Lord John Hay 1886
- Sir Arthur Acland Hood, 1r Baró Hood d'Avalon 1886–1889
- Sir Richard Vesey Hamilton 1889–1891
- Sir Anthony Hoskins 1891–1893
- Sir Frederick Richards 1893–1899
- Lord Walter Kerr 1899–1904

## Primers Lords del Mar, 1904-1964
- Sir John Arbuthnot Fisher, 1r Baron Fisher 1904–1910
- Sir Arthur Knyvet Wilson 1910–1911
- Sir Francis Bridgeman 1911–1912
- Príncep Lluís de Battenberg 1912–1914
- Lord Fisher 1914–1915
- Sir Henry Jackson 1915–1916
- Sir John Jellicoe, 1r Comte Jellicoe 1916–1917
- Sir Rosslyn Wemyss 1917–1919
- El Comte Beatty 1919–1927
- Sir Charles Madden, Bt 1927–1930
- Sir Frederick Field 1930–1933
- The Lord Chatfield 1933–1938
- Sir Roger Backhouse 1938–1939
- Sir Dudley Pound 1939–1943
- El Vescomte Cunningham d'Hyndhope 1943–1946
- Sir John Cunningham 1946–1948
- Lord Fraser del Cap Nord 1948–1951
- Sir Rhoderick McGrigor 1951–1955
- El Comte Mountbatten de Birmània 1955–1959
- Sir Charles Lambe 1959–1960
- Sir Caspar John 1960–1963
- Sir David Luce 1963–1964

## Primers Lords del Mar, 1964-present
- Sir David Luce 1964–1966
- Sir Varyl Begg 1966–1968
- Sir Michael Le Fanu 1968–1970
- Sir Peter Hill-Norton, Baron Hill-Norton 1970–1971
- Sir Michael Pollock 1971–1974
- Sir Edward Ashmore 1974–1977
- Sir Terence Lewin, Baró Lewin 1977–1979
- Sir Henry Leach 1979–1982
- Sir John Fieldhouse 1982–1985
- Sir William Staveley 1985–1989
- Sir Julian Oswald 1989–1993
- Sir Benjamin Bathurst 1993–1995
- Sir Jock Slater 1995–1998
- Sir Michael Boyce 1998–2001
- Sir Nigel Essenhigh 2001–2002
- Sir Alan West 2002–2006
- Sir Jonathon Band 2006–2009
- Sir Mark Stanhope 2009-2013
- Sir George Zambellas 2013-